# Gunnar Nelson
Gunnar Lúðvík Nelson (Akureyri, 28 luglio 1988) è un lottatore di arti marziali miste islandese.
Combatte nella divisione dei pesi welter per la promozione UFC.

## Carriera nelle arti marziali miste

### Ultimate Fighting Championship
Firmò un contratto con l'UFC nel luglio 2012, divenendo il primo ed unico islandese a combattere per la compagnia.
Avrebbe dovuto debuttare contro Pascal Krauss il 29 settembre a UFC on Fuel TV: Struve vs. Miocic, ma il tedesco si ritirò dalla sfida a causa di un infortunio e fu sostituito da DaMarques Johnson; per il match fu fissato un catchweight di 175 libbre, ma Johnson non riuscì a raggiungerlo ed il limite fu alzato a 183 libbre. Nelson sconfisse il rivale via sottomissione alla prima ripresa.
Era in procinto di combattere Justin Edwards il 16 febbraio 2013 a UFC on Fuel TV: Barao vs. McDonald, ma Edwards si ritirò dall'evento a causa di un infortunio e fu sostituito dal veterano Jorge Santiago. Nelson trionfò via decisione unanime.
Nelson avrebbe dovuto sfidare Mike Pyle il 25 maggio a UFC 160, ma si ritirò poco prima del match a causa di un infortunio e fu sostituito da Rick Story.
Dopo una lunga pausa, fece il suo ritorno l'8 marzo 2014 contro Omari Akhmedov all'evento UFC Fight Night 37. Vinse il match tramite sottomissione al primo round, ottenendo tra l'altro il suo primo riconoscimento Performance of the Night.
Inizialmente scelto come avversario di Ryan LaFlare per il 19 luglio a UFC Fight Night 46, quest'ultimo fu costretto a saltare l'evento a causa di un infortunio e venne sostituito da Zak Cummings. Nelson si aggiudicò la vittoria tramite sottomissione al secondo round, ottenendo anche il suo secondo bonus Performance of the Night.
Nel suo terzo match dell'anno, affrontò Rick Story il 4 ottobre nel main event di UFC Fight Night 53. Nelson conobbe la sua prima sconfitta in carriera, avendo perso l'incontro per decisione unanime dopo 3 round.
Avrebbe dovuto combattere John Hathaway l'11 luglio 2015 a UFC 189, ma lo statunitense si ritirò dalla card un mese prima per via di un infortunio e fu sostituito da Brandon Thatch. L'islandese vinse il match via sottomissione nel round d'apertura, dopo aver atterrato il nemico con una combinazione di pugni.
Era stato scelto come avversario di Demian Maia per il 24 ottobre a UFC Fight Night 76, ma la sfida fu rimandata a causa di un'infezione alla gamba sinistra sofferta dal brasiliano. L'incontro ebbe luogo il 12 dicembre a UFC 194, con Nelson sconfitto tramite decisione unanime.
Combatté il russo Albert Tumenov l'8 maggio 2016 a UFC Fight Night 87, trionfando via sottomissione alla seconda ripresa ed ottenendo il terzo riconoscimento Performance of the Night.
Il 19 novembre avrebbe dovuto affrontare Dong Hyun Kim nel main event di UFC Fight Night 99. Tuttavia, il 21 ottobre, Nelson venne rimosso dalla card per infortunio, portando così la UFC a cancellare l'incontro.

## Risultati nelle arti marziali miste
| Risultato  | Record | Avversario           | Metodo                           | Evento                                    | Data                  | Round | Tempo | Città              | Note                      |
| ---------- | ------ | -------------------- | -------------------------------- | ----------------------------------------- | --------------------- | ----- | ----- | ------------------ | ------------------------- |
| Sconfitta  | 17–5-1 | Gilbert Burns        | Decisione (unanime)              | UFC Fight Night: Hermansson vs. Cannonier | 28 settembre 2019     | 3     | 5:00  | Copenaghen         |                           |
| Sconfitta  | 17–4–1 | Leon Edwards         | Decisione (non unanime)          | UFC Fight Night: Till vs. Masvidal        | 16 marzo 2019         | 3     | 5:00  | Londra             |                           |
| Vittoria   | 17–3–1 | Alex Oliveira        | Sottomissione (rear naked choke) | UFC 231: Holloway vs. Ortega              | 8 dicembre 2018       | 2     | 4:17  | Toronto            |                           |
| Sconfitta  | 16–3–1 | Santiago Ponzinibbio | KO (pugni)                       | UFC Fight Night: Nelson vs. Ponzinibbio   | 16 luglio 2017        | 1     | 1:22  | Glasgow            |                           |
| Vittoria   | 16–2–1 | Alan Jouban          | Sottomissione (guillotine choke) | UFC Fight Night: Manuwa vs. Anderson      | 18 marzo 2017         | 2     | 0:46  | Londra             | Performance Of The Night. |
| Vittoria   | 15–2–1 | Albert Tumenov       | Sottomissione (rear naked choke) | UFC Fight Night: Overeem vs. Arlovski     | 8 maggio 2016         | 2     | 3:15  | Rotterdam          | Performance Of The Night. |
| Sconfitta  | 14–2–1 | Demian Maia          | Decisione (unanime)              | UFC 194                                   | 12 dicembre 2015      | 3     | 5:00  | Las Vegas (Nevada) |                           |
| Vittoria   | 14–1–1 | Brandon Thatch       | Sottomissione (rear naked choke) | UFC 189                                   | 11 luglio 2015        | 1     | 2:54  | Las Vegas (Nevada) |                           |
| Sconfitta  | 13–1-1 | Rick Story           | Decisione (non unanime)          | UFC Fight Night: Nelson vs. Story         | 4 ottobre 2014        | 5     | 5:00  | Stoccolma          |                           |
| Vittoria   | 13–0–1 | Zak Cummings         | Sottomissione (rear naked choke) | UFC Fight Night: McGregor vs. Brandao     | 19 luglio 2014        | 2     | 4:48  | Dublino            | Performance Of The Night. |
| Vittoria   | 12–0–1 | Omari Akhmedov       | Sottomissione (guillotine choke) | UFC Fight Night: Gustafsson vs. Manuwa    | 8 marzo 2014          | 1     | 4:36  | Londra             | Performance Of The Night. |
| Vittoria   | 11–0–1 | Jorge Santiago       | Decisione (unanime)              | UFC on Fuel TV: Barao vs. McDonald        | 16 febbraio 2013      | 3     | 5:00  | Londra             |                           |
| Vittoria   | 10–0–1 | DaMarques Johnson    | Sottomissione (rear naked choke) | UFC on Fuel TV: Struve vs. Miocic         | 29 settembre 2012     | 1     | 3:34  | Nottingham         | Debutto in UFC            |
| Vittoria   | 9–0–1  | Alexander Butenko    | Sottomissione (armbar)           | Cage Contender XII                        | 25 de febrero de 2012 | 1     | 4:21  | Dublino            |                           |
| Vittoria   | 8–0–1  | Eugene Fadiora       | Sottomissione (neck crank)       | BAMMA 4                                   | 25 settembre 2010     | 1     | 3:51  | Birmingham         |                           |
| Vittoria   | 7–0–1  | Danny Mitchell       | Sottomissione (rear naked choke) | Cage Contender VI                         | 28 agosto 2010        | 1     | 2:51  | Manchester         |                           |
| Vittoria   | 6–0–1  | Sam Elsdon           | Sottomissione (rear naked choke) | BAMMA 2                                   | 13 febbraio 2010      | 1     | 2:30  | Londra             |                           |
| Vittoria   | 5–0–1  | Iran Mascarenhas     | KO (pugni)                       | Adrenaline 3: Evolution                   | 6 settembre 2008      | 2     | 3:22  | Copenaghen         |                           |
| Vittoria   | 4–0–1  | Barry Mairs          | TKO (pugni)                      | Angrrr Management 14: Ready for War       | 9 dicembre 2007       | 1     | 3:38  | Londra             |                           |
| Vittoria   | 3–0–1  | Niek Tromp           | Sottomissione (pugni)            | Cage of Truth 1: Battle on the Bay        | 24 novembre 2007      | 1     | 1:50  | Dublino            |                           |
| Vittoria   | 2–0–1  | Adam Slawinski       | TKO (pugni)                      | Ultimate Fighting Revolution 10           | 6 ottobre 2010        | 1     | 2:30  | Galway             |                           |
| Vittoria   | 1–0–1  | Driss El Bakara      | Sottomissione (armbar)           | Cage Rage Contenders: Dynamite            | 29 settembre 2007     | 1     | 3:46  | Dublino            |                           |
| No Contest | 0–0–1  | John Olesen          | Decisione (non unanime)          | Adrenaline Sports tournament              | 5 maggio 2007         | 3     | 5:00  | Copenaghen         |                           |